# Joseph-Bernard van Caloen
Joseph-Bernard van Caloen (Brugge, 19 oktober 1776 - 17 oktober 1848) was burgemeester van de West-Vlaamse gemeente Loppem.

## Familie
Joseph Bernard Nicolas van Caloen was de zoon van Jozef van Caloen en Isabelle Boudins.
Hij trouwde in 1812 met Marie-Christine de Potter, dochter van de ruwaard van Diksmuide en schepen van het Brugse Vrije Pierre-Clement de Potter de Drogenwalle. Ze hadden drie kinderen. Naast Joseph (1813-1833) waren dat Charles van Caloen en Louis-Marie van Caloen.
De familie De Potter was gegoed en had haar eigendommen veilig doorheen de revolutiejaren kunnen loodsen. Het echtpaar van Caloen-de Potter resideerde in twee voorname eigendommen van de familie De Potter: een groot herenhuis langs de Dijver in Brugge en een landhuis in Loppem.
De broer van Marie-Christine de Potter was de revolutionair Louis de Potter. De twee gingen niet alleen om ideologische en politieke redenen uit elkaar, maar voerden ook een jarenlang proces (1833-1837) over de erfenis De Potter en meer bepaald over de eigendommen Dijver en Loppem. Het echtpaar Van Caloen-De Potter won het proces.
In 1823 verkreeg Joseph-Bernard een Nederlandse adelserkenning.

## Loppem
Vanaf 1812 maakte het gezin Van Caloen-De Potter van het landhuis in Loppem zijn hoofdverblijfplaats. Hierdoor ontstond een stevige band tussen familie en gemeente, die duurzaam is gebleken.
Als waarschijnlijk meest notabele inwoner van de gemeente, werd Joseph-Bernard in 1815 tot burgemeester benoemd. Hij bleef dit tot in 1830 en werd toen vervangen door de tweeëntwintigjarige Augustinus Lauwers, die hevig het Verenigd Koninkrijk der Nederlanden had bestreden. Het is dus waarschijnlijk dat Van Caloen het bestaande regime genegen was, of op zijn minst hiervan door de nieuwe machthebbers verdacht werd.
Het burgemeesterschap zou na hem een familietraditie worden in de personen van zijn zoon Charles van Caloen (van 1848 tot 1866 en van 1870 tot 1890), zijn kleinzoon Albert van Caloen (van 1890 tot 1932) en zijn achterkleinzoon Karl van Caloen (van 1947 tot 1970).  
Van Caloen was vooral een aandachtig beheerder van zijn patrimonium. Hij legde er zich op toe zijn eigendommen op de gemeente uit te breiden. Erfde hij 61 ha, dan was bij zijn overlijden 235 ha, of een zesde van de oppervlakte van de gemeente, in zijn bezit.